# Partido del Progreso (Dinamarca)
El Partido del Progreso (en danés: Fremskridtspartiet, FrP) es un partido político populista de derecha danés que fue fundado en 1972.
El fundador del partido, el ex abogado Mogens Glistrup, ganó gran popularidad y notoriedad en el país después de aparecer en la televisión danesa, afirmando que pagó el 0 % en impuestos sobre la renta. El partido se colocó a la derecha del espectro político porque creía en recortes fiscales radicales (incluida la eliminación total del impuesto sobre la renta) y prometió recortar el gasto público. A finales de la década de 1970, su agenda era "la abolición gradual del impuesto sobre la renta, la disolución de la mayor parte del servicio civil, la abolición del servicio diplomático y la eliminación del 90 % de toda la legislación". Desde la década de 1980, el partido también adoptó las políticas antiinmigración como un tema clave.
El partido entró al parlamento danés después de las elecciones de 1973 e inmediatamente se convirtió en el segundo partido más grande de Dinamarca. Después de esto, el partido disminuyó gradualmente en su apoyo, y cuando algunos de sus principales miembros se separaron y establecieron el Partido Popular Danés en 1995 (para centrase más en los temas migratorios y menos en los económicos), el partido pronto perdió su representación en el parlamento. En la actualidad es un partido minoritario.

## Historia
El Partido del Progreso fue fundado por el abogado fiscal Mogens Glistrup en 1972 como protesta fiscal. Los objetivos iniciales del partido eran menos burocracia, abolición del impuesto sobre la renta y párrafos de ley más simples. El partido ingresó al parlamento danés después del "terremoto electoral" de las elecciones parlamentarias danesas de 1973. Obtuvo el 15,9 % de los votos y 28 escaños, lo que lo convirtió en el segundo partido más grande en el parlamento. Sin embargo, no formó parte de la coalición gobernante porque los otros partidos se negaron a cooperar con él. El partido también se hizo conocido por el sentido del humor único de Gilstrup, como la propuesta de que todo el Ministerio de Defensa fuera reemplazado por un contestador automático con el mensaje grabado "Nos rendimos" en ruso.
Los escaños del FrP en el parlamento cayeron a 20 en 1979, en parte debido a divisiones internas entre "pragmáticos" (slappere) que querían buscar la cooperación con los partidos principales; y "fundamentalistas" (strammere) que querían que el partido se mantuviera solo. El partido comenzó a centrar su atención en la inmigración en 1979, aunque la inmigración no se volvió importante hasta finales de la década de 1980. Habiendo agregado "una Dinamarca libre de mahometanos" como uno de sus objetivos declarados en 1980, Glistrup hizo cada vez más comentarios sobre los musulmanes y usó el lema "Hacer de Dinamarca una zona libre de musulmanes". En 1983, Glistrup fue condenado a tres años de prisión por fraude fiscal. Mientras Glistrup estaba en prisión, los pragmáticos dirigidos por Pia Kjærsgaard asumieron la dirección del partido. Volviendo al partido después de su liberación en 1987, Glistrup ya no tenía el control del mismo y la lucha interna estalló de nuevo. Glistrup se negó a votar a favor de una propuesta que había sido acordada con el gobierno en 1988 y fue despojado de su cargo como representante del partido. Fue expulsado de la ejecutiva nacional del partido en 1991 y pasó a fundar su propio partido, llamado Partido de la Prosperidad (Trivselspartiet).
El Partido del Progreso obtuvo doce escaños en las elecciones parlamentarias danesas de 1990. Las disputas internas aún estaban lejos de resolverse y finalmente llevaron al partido a dividirse cuando Kjærsgaard y los pragmáticos fundaron el Partido Popular Danés (DF) en 1995. Mientras que los liberales permanecieron en el FrP centrado en los impuestos, el nuevo DF incluyó a quienes se preocupaban por la inmigración como tema principal.
Cuando la nueva líder del partido, Kirsten Jacobsen, decidió dejar la política en 1999, se permitió nuevamente a Mogens Glistrup en el partido por falta de figuras destacadas. Debido a esto, los cuatro miembros restantes del Partido del Progreso en el parlamento se fueron y fundaron Freedom 2000. A pesar de sus propias posiciones en contra de la inmigración, los comentarios de Glistrup en los medios se habían vuelto tan extremos que se sintieron obligados a abandonar el partido (los comentarios incluían "o uno es racista o uno es un traidor" y exigía que todos los "mahometanos" en Dinamarca fueran internados en campos y expulsados del país). Glistrup lideró el partido para las elecciones parlamentarias danesas de 2001, pero había perdido casi todo su apoyo y recibió menos del uno por ciento de los votos. El partido no participó en las elecciones parlamentarias danesas de 2005 ni en las elecciones parlamentarias danesas de 2007. Sin embargo, se postuló para las elecciones locales y regionales en noviembre de 2005. El partido generalmente recibió menos del uno por ciento de los votos (aunque con varias excepciones locales) y consiguió un miembro elegido en el municipio de Morsø. En las elecciones generales danesas de 2019, el Partido del Progreso apoyó a La Nueva Derecha.

## Ideología

### Objetivos principales
Los objetivos principales del partido eran: 
1. Abolir el impuesto sobre la renta.
2. Limpiar la jungla de las leyes.
3. Reducir la burocracia.
4. Poner freno a la inmigración de países islámicos e investigar sus consecuencias.

Glistrup añadió el cuarto punto en la década de 1980.

### Posiciones políticas
Para 2010, todo su programa político constaba de los siguientes puntos, con el titular "Alto a la inmigración":
1. Supresión del impuesto sobre la renta.
2. Reducción drástica de la burocracia.
3. Reducción drástica de la "jungla de leyes".
4. Restauración de las fronteras y los productos de control fronterizo.
5. Detener la inmigración.
6. Detener la asignación de la ciudadanía danesa.
7. Confrontación con la política de integración.
8. Localizar la responsabilidad de la inmigración masiva.
9. Sacar gradualmente a Dinamarca de la UE para el comercio en todo el mundo.

## Líderes del partido
- Mogens Glistrup (1972—1985)
- Pia Kjærsgaard (1985—1995)
- Kirsten Jacobsen (1995—1999)
- Aage Brusgaard (1999—2001)
- Aase Heskjær (2001—2003)
- Jørn Herkild (2003—2006)
- Henrik Søndergård (2006—2007)
- Ove Jensen (2007—2009)
- Ernst Simonsen (2009—2010)
- Niels Højland (2010–)

## Resultados electorales

### Parlamento danés
| Elección | Votos        | %       | Escaños | +/- |
| -------- | ------------ | ------- | ------- | --- |
| 1973     | 485 289 (#2) | 15,89 % | 28/179  |     |
| 1975     | 414 219 (#3) | 13,58 % | 24/179  | 4   |
| 1977     | 453 792 (#2) | 14,61 % | 26/179  | 2   |
| 1979     | 349 243 (#4) | 11,01 % | 20/179  | 6   |
| 1981     | 278 383 (#5) | 8,91 %  | 16/179  | 4   |
| 1984     | 120 461 (#7) | 3,59 %  | 6/179   | 10  |
| 1987     | 160 461 (#7) | 4,77 %  | 9/179   | 3   |
| 1988     | 298 132 (#5) | 8,96 %  | 16/179  | 7   |
| 1990     | 208 484 (#5) | 6,44 %  | 12/179  | 4   |
| 1994     | 214 057 (#5) | 6,43 %  | 11/179  | 1   |
| 1998     | 82 437 (#10) | 2,42 %  | 4/179   | 7   |
| 2001     | 19 340 (#10) | 0,56 %  | 0/179   | 4   |

### Parlamento europeo
| Elección | Votos        | %     | Escaños |
| -------- | ------------ | ----- | ------- |
| 1979     | 100 702 (#6) | 5,7 % | 1/15    |
| 1984     | 68 747 (#7)  | 3,4 % | 0/15    |
| 1989     | 93 985 (#7)  | 5,3 % | 0/15    |
| 1994     | 59 687 (#8)  | 2,9 % | 0/15    |
| 1999     | 14 233 (#11) | 0,7 % | 0/15    |